# Elsa (Frozen)
Elsa es un personaje de la película de Walt Disney Animation Studios de 2013 Frozen, y franquicia derivada de esta, incluyendo su papel protagonista de su secuela de 2019 Frozen 2. Fue interpretada por la actriz y cantante de Broadway Idina Menzel. En el principio de la película, fue interpretada por Eva Bella cuando era niña y por Spencer Lacey Ganus cuando era adolescente.
Creada por los coguionistas y directores Chris Buck y Jennifer Lee, Elsa está ligeramente inspirada en el personaje principal de La Reina de las Nieves, un cuento danés creado por Hans Christian Andersen. En la adaptación de Disney, fue introducida como la primera princesa del ficticio pueblo escandinavo de Arendelle, siendo la heredera al trono, y hermana mayor de la Princesa Anna (Kristen Bell). Elsa es mencionada como portadora de poderes criogénicos, los cuales involuntariamente crean un eterno invierno en Arendelle el día de su coronación. A través del filme, ella lucha primero por controlar y conservar sus habilidades y luego por tratar de liberarse a sí misma de sus temores sin hacerle daño a nadie.
El personaje de la reina de las nieves, quien es la villana en el cuento, provocó una difícil transacción en su carácter durante la elaboración del filme. Muchos ejecutivos del filme, incluyendo a Walt Disney en su primera concepción, trataron de obtener una mejor comprensión hacía ella, y se dejó a un lado una serie de adaptaciones cinematográficas programadas por no poder averiguar como hacer dicho personaje. Buck y su codirectora, Jennifer Lee, estuvieron últimamente en la discusión sobre el dilema de la creación de la hermandad entre Anna, el personaje principal del cuento, y Elsa. Esto llevó a Elsa a ser reescrita gradualmente como un personaje simpático, incomprendida y como protagonista de la historia pero muy molesta a veces.
Elsa ha disfrutado de una recepción muy positiva de los críticos, que elogiaron su compleja caracterización y vulnerabilidad. Menzel también fue ampliamente elogiada por su interpretación de la canción "Let It Go", haciendo que los críticos frecuentemente llamándola "potencial". En un principio, Elsa (junto con Anna) serían incluidas en la franquicia de las Princesas Disney, pero debido al gran éxito que ha tenido la película como franquicia, esta idea quedó descartada.

## Origen y concepción
Los intentos se hicieron en 1943 por Walt Disney para adaptar el cuento de Hans Christian Andersen, La Reina de las Nieves, en una película. La Reina de las Nieves se centra en dos niños llamados Gerda, que sirvió de base para la princesa Anna, y Kai, que es "la maldición de la negatividad", después de que su corazón fuera perforado con un trozo de cristal de un espejo encantado y es tarde secuestrado por la Reina de las Nieves. Sin embargo, Disney tuvo problemas con la creación de una adaptación creíble, sobre todo por crear una versión multidimensional del personaje principal del cuento de hadas, a quien querían darle un papel antagónico. En la historia, ella es descrita como "una mujer, vestida en prendas de blanca gaza, que parecían como copos de nieve unidos entre sí. Ella era justa y hermosa, pero hecha del más brillante y hermoso hielo. Aun así, ella tenía unos ojos brillantes como dos estrellas resplandecientes, pero no había paz ni descanso en su mirada." Disney fue incapaz de encontrar una manera de hacer a una versión "real" de la Reina de las Nieves, y finalmente, abandonó los planes de hacer el film.
Varios ejecutivos de la compañía más tarde hicieron esfuerzos hacia el proyecto, incluyendo a Paul y Gaëtan Brizzi, Dick Zondag, Glen Keane, y Dave Goetz. En 2011, el director Chris Buck empezó a trabajar en otro intento de adaptación del cuento, y más aparte realizó cambios en el personaje de la Reina de las Nieves. El productor Peter Del Vecho explicó que se trataba de algo primario, porque no era fácil de identificarla y era una mujer demasiado aislada, sin tener ningún contacto personal. Como resultado, ellos no pudieron explicar sus motivaciones. Después de una serie de cambios propuestos, alguien en el equipo de redacción sugirió hacer a la reina de las nieves hermana de la protagonista, la Princesa Anna. "Una vez que nos dimos cuenta de que estos personajes podrían ser hermanas, y gracias a esa elección, todo cambió" Del Vecho declaró.
La Reina de las Nieves, quien ahora tenía el nombre de Elsa, seguía pretendiendo ser la villana, pero luego Disney lanzó otra sinopsis para mayo de 2013:

Cuando Anna es maldecida por su hermana mayor, la fría Reina de las Nieves, ella solamente tiene la esperanza de revertir la maldición sobreviviendo a un viaje peligroso pero emocionante, a través de un paisaje helado e implacable. Acompañada por un amante de la naturaleza en busca de emociones, un reno y un muñeco de nieve desventurado, Anna debe correr contra el tiempo, conquistando los elementos y batallando a un ejército de muñecos de nieve amenazadores, con el objetivo de derretir su corazón congelado.

Muchos manuscritos anteriores incluían más acciones antagónicas de Elsa, tales como la maldición intencionada hacia Arendelle cuando la envió a un eterno invierno. Adicionalmente, se ve cuando ella crea un ejército de hombres de nieve similares al ejército de copos de nieve creados en el cuento original; el cómico personaje de Olaf, el pequeño hombre de nieve fue el único construido por ella, según cual fue reescrita la historia. pero en un lapso de dos meses, sin embargo, los escritores estuvieron alterados al traer un énfasis sobre el control de sus poderes. Olaf fue reducido al único hombre de nieve creado por Elsa, y le fue asignado el papel de interventor de recordar la amistad que hubo en las hermanas durante su niñez. En la versión definitiva de la historia, Elsa creó un solo hombre de nieve gigante llamado Malvavisco ("Merengue" en España) con el fin de ser su guardaespaldas, pero más que nada, Elsa se le compara más con el personaje de Kai, haciendo su interpretación cada vez más simpática. Del Vecho agregó, "hay momentos en que Elsa hace villanías, pero tú entiendes de dónde viene, a partir de ese deseo de defenderse a sí misma, algo que se pueden relacionar con ella."

## Voz

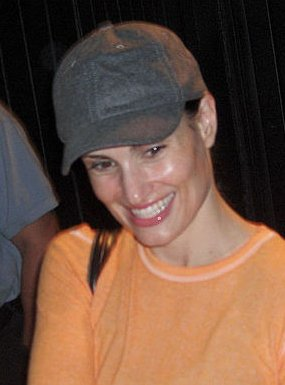
Idina Menzel fue quien le prestó su voz a Elsa en la versión original en inglés.

Eva Bella y Spencer Lacey Ganus realizaron el casting para interpretar a Elsa cuando esta era niña y cuando era una adolescente, respectivamente. La actriz y cantante Megan Mullally fue originalmente a hacer el casting para darle su voz a la adulta Elsa, pero ella abandonó el proyecto poco después. Fue remplazada por Idina Menzel, una actriz y cantante de Broadway conocida por su interpretación como Elphaba en Wicked. Menzel ya conocía a Kristen Bell, quien interpretó a Anna, y había tenido previamente una audición para el rol principal de la película de la compañía de Disney Enredados en 2010. Ella no realizó el casting para esa película, pero el director del casting grabó su voz cantada y más tarde mostró la grabación a los ejecutivos de la película Frozen. Menzel se sorprendió cuando se le preguntó si quería realizar una audición para la película, y ella recibió el rol después de que leyó el guion en voz alta. En entrevistas, ella admitíó tener algunas similitudes con Elsa, su nuevo rol, y Elphaba, su antiguo rol. A Saber, ella dijo que ellas eran muy poderosas y muy incomprendidas. Además, dijo que ella se relaciona los personajes, después de haber escondido a sus compañeros de la escuela su talento para el canto. "Yo no quería compartirlo con nadie", explicó. "Si todo el mundo cantaba junto al coche una canción de Madonna, yo no me les unía, porque cuando somos más jóvenes tenemos miedo de demostrar o hacer alarde de lo que nos gusta, por miedo a ser criticados o menospreciados, pero realmente deberíamos poseer y amar aquellas cosas que nos hacen realmente únicos."
El director Chris Buck creyó que la voz de Menzel ayudaría a la representación del personaje, argumentando, "Idina tiene esa sensación de vulnerabilidad en su voz. Ella interpreta a un personaje fuerte, pero alguien quien vive con miedo—y necesitábamos a alguien que pudiera representar ambos lados del personaje, y Menzel estuvo increíble." Menzel no estaba acostumbrada en trabajar en películas animadas y empezó a requerir y a representar los sentimientos de su personaje en solitario, aunque ella no encontró ningún cambio en particular. mientras ella grababa, "jugaba" con su voz, intentando varios tonos cuando se trataba en las emociones de Elsa. Por ejemplo, Menzel quería que hubiera una diferencia en la forma en que sonaba cuando ella estaba siendo audaz y cuando estaba enfadada. También restringía físicamente sus manos mientras grababa las primeras escenas de la película con el fin de proyectar cómo su personaje tenía "mucho miedo de moverse o de sentir algo que se fuera a salir de ella y de lastimar a la gente." Durante la producción, ella y Jonathan Groff, que interpreta a Kristoff, hablaron en el estudio de animación y los animadores para explicar cómo se estaban acercando a sus personajes.
Los animadores le hicieron preguntas a Idina Menzel sobre su canto y siguieron de cerca su respiración con el fin de hacer que las imágenes de Elsa cantando fuera algo realista. Su voz suministró la inspiración necesaria para la más prominente canción del filme, "Let It Go". De acuerdo con el compositor Robert López, su rango vocal fue capaz de transmitir con claridad el "lado deprimido, vulnerable y frágil de Elsa" así como de su poder y de su autorrealización. Idina comentó que era "un honor" cantar esta canción y que disfrutó grabarla. "Es como una colisión de un grupo de fuerzas que están todos unidos sobre un camino correcto", explicó. "El personaje, lo que ella está cantando y lo que ella está experimentando. Hermosa canción, melodía hermosa y un poco de mí" Buck y Lee también se vieron sorprendidos por la forma en que eran compatibles las voces de Idina Menzel y de Kristen Bell. En un momento durante la lectura del guion, cantaron una balada de ida y vuelta entre sí con tanto sentimiento (según se informó), dejando a todos los presentes con lágrimas en los ojos. Posteriormente, Lee quería a Menzel y Bell en una misma habitación cuando estaban grabando las escenas emocionales más importantes de la película.

## Diseño y caracterización
Siguiendo el casting de Idina Menzel, la caracterización de Elsa sufrió varias alteraciones. De acuerdo con Menzel, ella estaba en el guion originalmente como un antagonista unidimensional, pero fue revisado gradualmente como una figura más vulnerable y multifacética. Idina Menzel describe a su personaje como "extremadamente complicada y mal entendida". La directora Jennifer Lee declaró que Elsa es impulsada en gran parte por el miedo a lo largo de la película, mientras que Menzel agregó que ella también estaba luchando con su potencial de ser "una fuerte, potente y extraordinaria mujer". El productor ejecutivo y animador John Lasseter se volvió muy "protector hacia Elsa" y era inflexible sobre todo cuando se le muestra en una luz más favorable y comprensiva. En julio de 2013, Disney publicó primeras imágenes de los personajes con sus respectivas frases más representativas dichas en la película. Elsa recibió la siguiente descripción:

Desde el exterior, Elsa parece serena, real y reservada, pero en realidad, ella vive con miedo así como ella tiene que luchar con un extraño poder—ella nació con el poder de crear hielo y nieve. Es una hermosa habilidad, pero puede ser extremadamente peligrosa. Atormentada por el momento de que su magia casi mató a su hermana menor, Anna, Elsa se ha aislado a sí misma, pasando cada minuto del día tratando de reprimir su creciente poder. Sus descontroladas emociones desencadenan la magia, haciendo que su pueblo natal Arendelle accidentalmente lo mandara a un invierno eterno que ni siquiera ella misma puede parar. Ella teme que se está convirtiendo en un monstruo y que nadie, ni siquiera su hermana, puede ayudarla.

Los productores identificaron la escena en que Elsa canta "Let It Go" como un punto crucial en el desarrollo del personaje. La escena representa a su decisión de "dejar ir" su miedo de usar sus poderes. El supervisor del diseño del personaje Bill Schwab dijo, "Antes de 'Let It Go', Elsa está realmente abotonada, y su pelo es totalmente perfecto. Durante la canción, ella misma se da el permiso de ser lo que es y todo cambia: el pelo es más silvestre y su vestido se vuelve mágico. "Ella es finalmente libre, incluso si está sola." Los animadores diseñaron el aspecto de Elsa para reflejar su metamorfosis, en principio, ella se muestra principalmente en trajes restrictivos y de confinamiento. Dazeem dijo que, después de aceptar sus capacidades, la apariencia de Elsa vuelve "muy vampiresca", continua, "Ella es muy sexy para Disney, qué tengo que decir - la están llevando hasta los límites sabiendo que hay un poco más, pero el brillo en sus ojos y en su forma de caminar como si fuera una super modelo me hicieron sentir muy bien y, para mí, fue muy divertido ser una rubia porque no lo soy en la vida real."
La escena fue también un punto crucial en el desarrollo del personaje de Elsa y fue planeado inicialmente para representar su ser malvado. Robert López, quien compuso la canción junto con su esposa, Kristen Anderson-Lopez, explicó: "Elsa iba a pasar de ser la princesa perfecta que había tratado de mantener su personalidad por toda su vida a decir: 'Al diablo. Voy a ser yo.'" Habían querido usar la canción como una manera de obtener una mejor comprensión del personaje y lo que sería como si ella ya no vivía en el miedo, lo que finalmente dio lugar a que se convirtiera en algo mucho más complejo. Las últimas letras cantadas por Dazeem mostraron una "capacidad de ser alguien tan frágil y vulnerable al entrar en esa poderosa voz" dándole un gran giro a la historia y condujeron a Elsa hacia el perfil de un personaje "bueno". Al principio ella intenta reprimir sus poderes con el fin de evitar herir a los demás, especialmente a Anna, y cuando ya no es capaz de hacerlo, se destierra a sí misma del reino para proteger a los que la rodean. El escritor principal Paul Briggs dijo que el apoyo que le brindaba Anna a Elsa era lo que ella necesitaba, más aún cuando se expone su secreto. "La fuerza de la unión de la familia es lo que hace esta historia tan poderosa", explicó, "porque es su hermana que está dispuesta a mirar más allá de sus poderes y de pie entre ella y el mundo si eso es lo que se necesita."
El aspecto de Elsa tuvo que ser rediseñado después de su transición de antagonista a protagonista. Ella fue dibujada originalmente en un estilo similar a los villanos típicos de Disney, con la piel azul y el pelo negro muy alborotado. Pocos meses después del lanzamiento de la película, el animador Claire Keane publicó uno de los primeros conceptos artísticos de Elsa que fue modelado en base al aspecto de la cantante Amy Winehouse. En ese momento, todos pensaban que ella se quedaría con el pelo azul "abultado", así como "una voz profunda, conmovedora y con dramáticos cambios de humor". Lasseter reportó influencias en la creación de la apariencia final, considerándola como algo mucho más suave hacia el personaje, sobre todo en lo que respecta a su pelo rubio muy grueso, algo que los animadores encontraron difícil de diseñar. El director artístico Michael Giaimo dijo que si bien se propuso una serie de estrategias para el cabello de Elsa, Lasseter podría empujar al equipo de animación para seguir haciendo mejoras, diciendo: "No es suficiente que se aspire. Queremos que las personas sientan como este pelo es una hermosa declaración." Durante un viaje de investigación, los productores descubrieron que las mujeres de Noruega usan "un montón de trenzas", luego contrataron a un estilista de Nueva York llamado "Danilo", quién ayudó a crear un estilo que reflejara ese estilo, sin dejar de ser "un poco diferente". Un nuevo programa de animación llamado Tonic se inventó para ayudar con esta tarea, y el cabello del personaje requirió en última instancia 400.000 cabellos. En contraste, Anna solo uso alrededor de 140,000 cabellos mientras que Rapunzel de la película de 2010 Tangled solamente requirió  27,000 cabellos.

#### Habilidades mágicas
Desde que Elsa es introducida como una joven niña en el inicio de la película, los animadores querían que su primer deslumbre de sus poderes reflejara su inocente e imaginativo estado que su mente tenía todo el tiempo. Esto incluye en dar un sencillo diseño a sus copos de nieve. Sus patrones de nieve y hielo después se hicieron más intricados y complejos cuando ella se convierte en una mujer adulta. El codirector de efectos Marlon West dijo, "Cuando Elsa finalmente se va y realmente empieza a ser dueña de su magia, nosotros queríamos que el hielo y la nieve que ella conjuraba fuera acorde a la idea de que Elsa había crecido y se había convertido en una hermosa, elegante, segura y poderosa joven mujer."
Su palacio de hielo, que había sido creado mientras cantaba "Let It Go", se diseñó para ilustrar la madurez de sus poderes así como para ser "una manifestación de sus sentimientos hacía el mundo". El palacio es inicialmente hermoso; sin embargo, después de que ella se hace consciente de la destrucción que ha causado inadvertidamente, y de cómo ella es vilipendiada y perseguida cada vez más por los demás, se vuelve más oscuro y más distorsionado, con carámbanos afilados formados en las paredes. El equipo del diseño de la película no estaban seguros de cómo debería verse y sacaron diseños para varios castillos mágicos llenos de nieve. Lasseter sugirió basar la estructura y los patrones de los copos de nieve. Por ejemplo, un enorme copo de nieve serviría como la base, y el palacio tendría un diseño hexagonal. Lasseter también quería que los patrones de copo de nieve deberían influir en la manera en que Elsa crea el palacio. "Los copos de nieve son estos diminutos cristales de hielo que se forman en el aire. Y cuando hay cambios en la temperatura y la humedad, estos copos de nieve comienzan a crecer en un patrón que se conoce como la ramificación y formación plana", dijo el co-supervisor de efectos Dale Mayeda. "[Lasseter] dijo 'Sabes, cuando Elsa construye su palacio de hielo, sería tan sorprendente si - en cada paso del camino como este castillo se forma de la nada - es sólo ver su ramificación y la formación, la ramificación y la formación plana por todo lo largo del camino."
Cincuenta animadores trabajaron en la escena en que el castillo es construido, y una fracción requirió 30 horas en el render. Después, ellos extendieron técnicas similares en la ropa de Elsa. Mientras que la técnica noruega de rosemaling fuera una inspiración en la mayoría del vestuario del filme, su vestido de hielo fue diseñado de manera similar a su palacio, con copos de nieve que en gran medida influyen el estilo. Su propia capa es un copo de nieve grande.

#### Apariencia

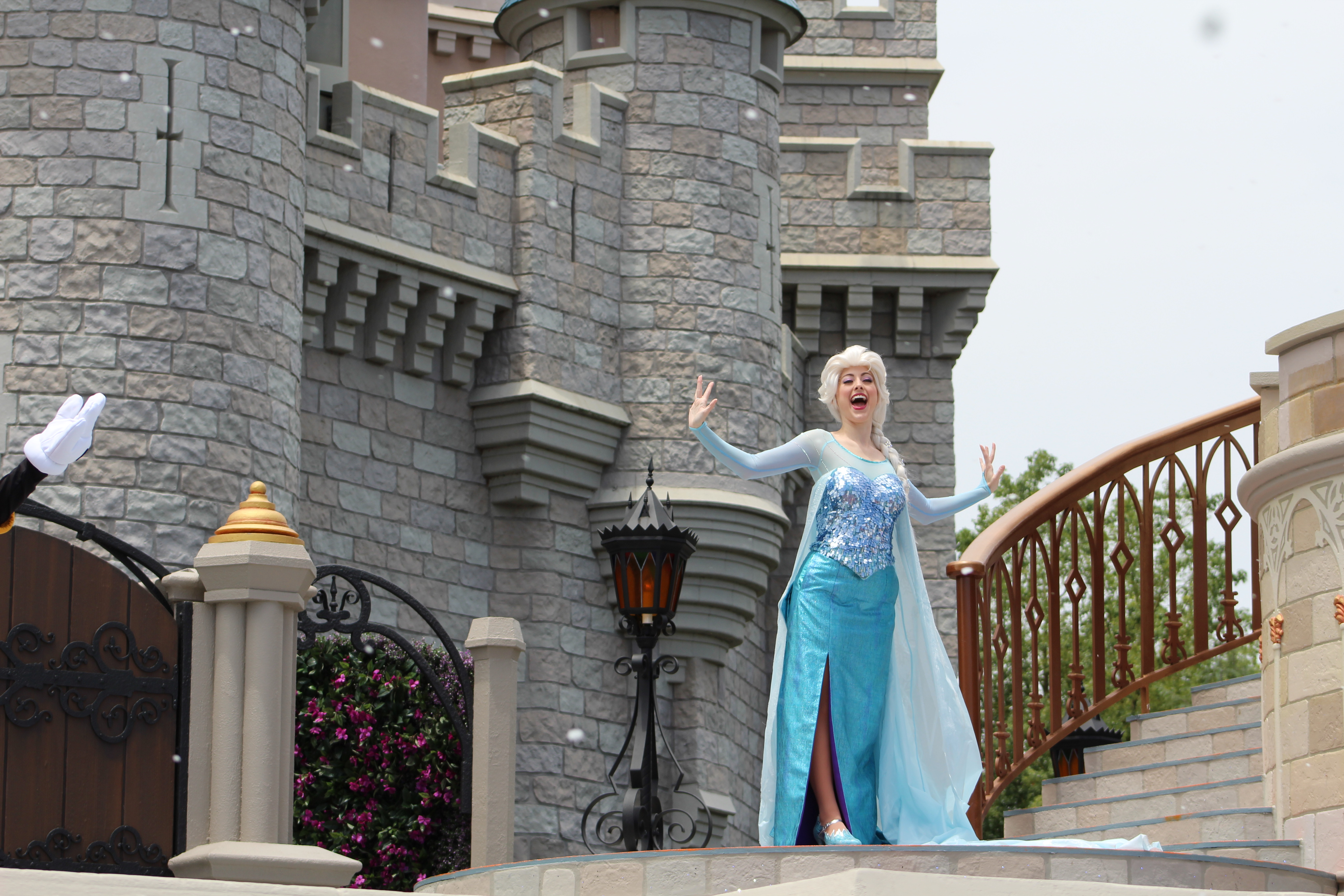
Elsa en Walt Disney World Resort.

Elsa es una mujer joven extremadamente hermosa con una figura alta y esbelta, de pelo largo rubio platinado que llega a los codos, ojos azules, nariz pequeña y pálida piel con una capa de pecas, un rasgo que comparte con su hermana Anna. Su rostro es el reflejo de su madre, ya que durante su coronación, ella tenía un asombroso parecido a la reina, aunque con un color de pelo diferente. En su pre-estado de la reina de las nieves, llevaba un vestido verde azulado con un corpiño con el cordón color bronce, mangas negras y capa magenta, con zapatos de color marrón oscuro con contornos dorados y medias azul verdoso (que desaparecen después de su transformación), y su cabello era recogido en una trenza de giro francés con una corona. Desde el accidente con Anna a los 8 años, Elsa llevaba guantes azules para contener sus poderes, pero en su coronación, que llevaba guantes más largos, color cían que van con su atuendo.
En su traje de La reina de las nieves, Elsa lleva su cabello en una trenza del lado izquierdo con incrustaciones de copos de nieve, y su fleco peinados hacia atrás, la sombra de ojos púrpura, lápiz labial de color rosa oscuro, vestido azul con una hendidura en la rodilla derecha alta, un corpiño cristalizado, mangas azules y blancas, capa larga con una estela de brillos transparentes, zapatos de tacón hechos totalmente de hielo.

## Apariciones

### Filmografía deFrozen

#### Frozen

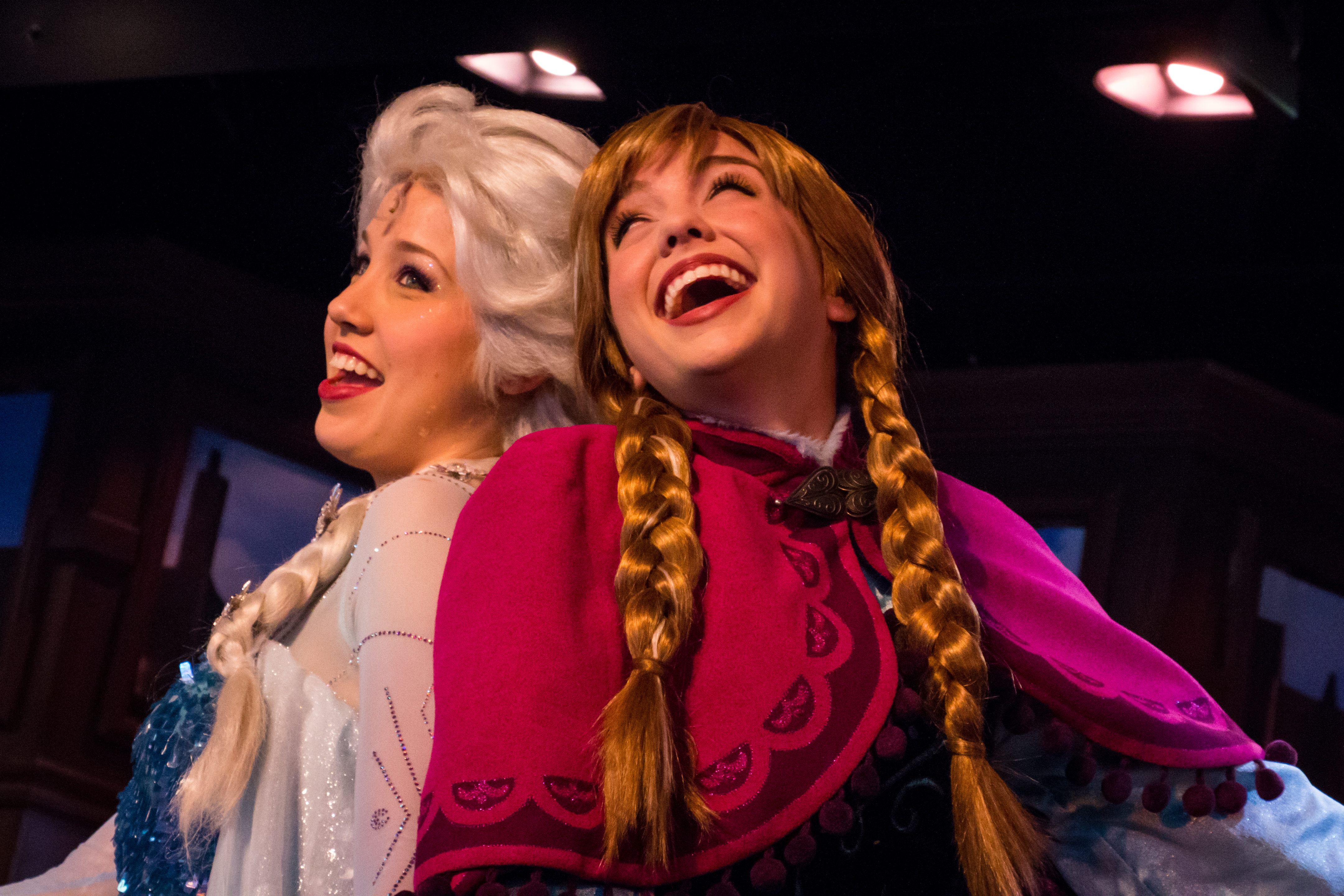
Elsa y su hermana Anna en el Royal Theatre de Disneyland.

Elsa, princesa de Arendelle y heredera al trono, nace con la capacidad de crear y controlar hielo y nieve. Cuando era niña, usa sus habilidades para crear un paraíso invernal para jugar con su hermana menor y mejor amiga, la princesa Anna. Una noche, Elsa daña accidentalmente a Anna con sus poderes. El rey y la reina de Arendelle llevan apresuradamente a Anna a una tribu de trolls de montaña para que la cure. Mientras curan a Anna, los trolls informan a los miembros de la realeza presentes que las habilidades de Elsa crecerán, volviéndose hermosa y muy peligrosa, por lo que debe aprender a controlarlas. Mientras los trolls borran el recuerdo de Anna del incidente y de los poderes de su hermana mayor en general, Elsa queda traumatizada por el suceso. El rey y la reina toman medidas para controlar y ocultar los poderes de hielo de Elsa: las puertas del castillo están cerradas, Elsa está encerrada en su dormitorio la mayor parte del tiempo, le dan guantes para ayudar a suprimir sus poderes y le dicen que contenga sus emociones. también. No obstante, sus poderes continúan fortaleciéndose aún más y por eso le aterroriza dañar a quienes más le importan. Mientras tanto, su hermana Anna está menos feliz y confundida por la pérdida de contacto con su hermana mayor e intenta, sin éxito, sacarla de su habitación. Cuando las hermanas se hacen adolescentes, el barco en el que navegan el rey y la reina vuelca en una tormenta y se ahogan, dejando a Anna y Elsa sintiéndose aún más solas.
Pasan tres años y Elsa, ya mayor de edad, sucederá formalmente a su padre como monarca de Arendelle. Aunque tiene miedo de abrir el castillo a las grandes multitudes, su coronación transcurre con relativa tranquilidad. Sin embargo, en la fiesta de recepción, Anna pide la bendición de Elsa para casarse con el Príncipe Hans de las Islas del Sur , a quien Anna había conocido ese mismo día. Elsa se niega basándose en que Anna y Hans apenas se conocen, y se produce una discusión que se intensifica hasta que Elsa pierde el control emocional y accidentalmente revela su poder. Ante el horror de los invitados y sus súbditos y de ser acusada de brujería y llamada monstruo por el duque de Weselton, Elsa huye del castillo y se retira a las montañas heladas. En el proceso, sus emociones desatarán un invierno "eterno" en Arendelle. Una vez allí, decide abrazar, finalmente, todos sus poderes y construye un enorme palacio de hielo donde cree que puede vivir libremente sin miedo a lastimar a las personas. También reconstruye el muñeco de nieve de su infancia, Olaf, y sin saberlo le da vida.
Anna, decidida a encontrar a Elsa y traerla de regreso, viaja a través de las montañas y se encuentra con Olaf y un montañero llamado Kristoff. Llegan al palacio de hielo, donde Anna intenta persuadir a Elsa para que regrese a casa y arregle su relación. Cuando Elsa finalmente se resiste (debido a su recuerdo de haber lastimado a Anna cuando era niña con sus poderes resurgiendo), Anna le cuenta sobre el estado en el que quedaron Arendelle y su gente. Horrorizada, Elsa arremete y accidentalmente congela el corazón de Anna. Ahora aún más aterrorizada ante la perspectiva de lastimar a su hermana y a las personas con sus poderes, Elsa obliga a Anna, Kristoff y Olaf a salir creando una gigantesca criatura de nieve (llamada Marshmallow por Olaf), un símbolo de su deseo de estar sola para poder usar sus poderes sin lastimar a nadie. Después de esto, su castillo de hielo evidentemente se vuelve más oscuro y grotesco, reflejando su tormento y sus miedos reavivados. Mientras tanto, Anna se debilita progresivamente y Kristoff la lleva de regreso con los trolls, quienes les dicen que sólo un "acto de amor verdadero" puede salvarle la vida.
Hans y un grupo de soldados atacan el palacio de hielo. Elsa lucha contra los dos soldados del duque de Weselton que intentan asesinarla. Hans la convence de que los perdone para demostrar que ella no es un monstruo. Sin embargo, queda inconsciente y la llevan al calabozo de su castillo, con las manos esposadas y encadenadas a la pared. Hans la visita y la insta a que ponga fin al invierno; Elsa admite que no tiene idea de cómo hacerlo. Después de que él se va, ella puede liberarse de las cadenas congelándolas y escapa de la celda, aunque sus miedos desencadenan una tormenta de nieve masiva. Anna regresa al castillo, creyendo que un beso romántico de Hans será el "acto de amor verdadero" para salvarla. En cambio, le informa que su oferta de matrimonio había sido el primer paso de un complot para robar el trono de Arendelle y la deja morir. Olaf le dice a Anna que Kristoff está enamorado de ella y ella cree que su beso la curará. Se apresuran a encontrar a Kristoff. Hans se enfrenta a Elsa y le dice que ha matado a Anna. Devastada, Elsa se desploma y la tormenta de nieve se detiene de repente. Hans se acerca a ella y blande su espada para matarla, pero Anna se aleja de Kristoff que se acerca con sus últimas fuerzas y bloquea el ataque de Hans mientras se congela. Luego, Elsa ve lo que ha sucedido y descubre el destino de Anna. Abrumada por el dolor, Elsa abraza entre lágrimas a la congelada Anna mientras Olaf y los guardias observan.
Momentos después, Anna comienza a descongelarse, ya que su elección de salvar a su hermana en lugar de a ella misma constituyó el "acto de amor verdadero" necesario. Elsa se da cuenta de que el amor es la clave para controlar sus poderes y consigue acabar con el invierno eterno del reino. Summer regresa a Arendelle, Elsa recupera el trono y puede usar y controlar de forma segura sus poderes, mientras se restablece el vínculo entre las hermanas. Ella exilia a Hans de regreso a las Islas del Sur para enfrentar el castigo de su familia y corta el comercio con Weselton en represalia por el comportamiento anterior del duque hacia ella.

#### Frozen Fever
Casi un año después de los acontecimientos de la primera película, Elsa intenta que el cumpleaños número 19 de Anna sea lo más perfecto posible para compensar los años que pasaron separados. Para ello, trabaja intensamente con Kristoff, Sven y Olaf para hacerlo realidad. Al asegurarse de que su fiesta sorpresa en el patio del palacio esté lista, deja a Kristoff a cargo mientras ella va a buscar a Anna. Sin embargo, Elsa comienza a resfriarse mientras guía a Anna en una búsqueda del tesoro para encontrar todos los regalos que le han hecho. Sin darse cuenta, cada estornudo que hace crea pequeños muñecos de nieve llamados "snowgies", que crean problemas a Kristoff, Sven y Olaf. Cuando Anna nota que el resfriado de Elsa empeora, intenta en vano que Elsa deje de esforzarse, incluso tomando medicamentos de Oaken en caso de que Elsa se enferme más. Desafortunadamente, el resfriado de Elsa hace que se canse mucho y se comporte de una manera aparentemente ebria, y casi se cae de la torre del reloj de Arendelle solo para que Anna la salve. Al finalmente admitirle a Anna que realmente está enferma después del incidente anterior, le permite a Anna acompañarla a casa sintiendo que lo ha arruinado todo y descubre que la fiesta ha ido bien para Anna (además de descubrir sus creaciones de muñecos de nieve), y , todavía un poco delirante, termina la fiesta estornudando accidentalmente en el cuerno de la corneta del cumpleaños, que sin darse cuenta envía una bola de nieve gigantesca hasta las Islas del Sur y golpea al ahora degradado Hans, haciéndolo caer en una pila de estiércol de caballo. Luego, Anna le dice a Elsa, ahora postrada en cama, que le ha dado el mejor cumpleaños de su vida: dejar que ella la cuide.

#### Olaf's Frozen Adventure
Elsa apareció en una película navideña de 21 minutos junto con Anna, Kristoff, Sven y Olaf, que debutó en los cines por tiempo limitadocon Coco de Pixar el 22 de noviembre de 2017.Ella hizo su televisión debutará en ABC el 14 de diciembre de 2017.
Elsa y Anna organizan la primera celebración navideña en Arendelle desde que Elsa abrió la puerta, dando inicio a la temporada tocando la campana de Navidad. Cuando la gente del pueblo inesperadamente se va temprano para disfrutar de sus costumbres navideñas individuales, las hermanas se dan cuenta de que no tienen tradiciones familiares propias. Elsa lamenta el hecho de que debido a que se había aislado la mayor parte de su vida, ella y Anna no podían pasar tiempo juntas, lo que llevó a Olaf a buscar tradiciones con la ayuda de Sven. Mientras tanto, ella y Anna descubren algunos objetos olvidados en su ático, donde encuentran cosas de su pasado antes de que Sven regrese para informarles sobre la difícil situación de Olaf. Llevando a los residentes de Arendelle a buscar a Olaf, lo encuentran en un bosque cercano y lo animan revelándole que tienen una tradición: después de que Elsa se encerró durante años, Anna comenzó a deslizar anualmente tarjetas y muñecos de Olaf debajo. su puerta. Con esto, Elsa y Anna continúan las celebraciones festivas del reino.

#### Frozen II
Treinta y cuatro años antes de los acontecimientos de la película, el rey Runeard, fundador y primer rey de Arendelle, establece un tratado con la tribu de Northuldra mediante la construcción de una presa en la tierra natal de Northuldra, el Bosque Encantado, para mantener el buen relaciones entre los dos pueblos y fortalecer su poder. Sin embargo, se produce una pelea que enfurece a los espíritus de la tierra, el fuego, el aire y el agua que habitan el bosque. Los espíritus desaparecen y un muro de niebla envuelve a todos en el bosque. El hijo de Runeard, el príncipe Agnarr, apenas escapa con la ayuda de un salvador desconocido y se convierte en rey.
Tres años después de su coronación, la reina Elsa de Arendelle celebra el otoño en el reino con su hermana menor, la princesa Anna, el muñeco de nieve Olaf, Kristoff, el recolector de hielo del reino, y el reno de Kristoff, Sven. Cuando Elsa escucha una voz misteriosa que la llama, la sigue y sin querer despierta a los espíritus elementales, lo que obliga a todos en el reino a evacuar. Grand Pabbie y la colonia de Trolls, conscientes de la situación, llegan a Arendelle y Pabbie les informa que deben arreglar las cosas descubriendo la verdad sobre el pasado del reino.
Elsa, Anna, Olaf, Kristoff y Sven se embarcan hacia el Bosque Encantado, siguiendo la misteriosa voz. El espíritu del viento, en forma de tornado, aparece y arrastra a todos en su vórtice. Elsa lo detiene disparando chorros de nieve, formando un conjunto de esculturas de hielo. Descubren que las esculturas son imágenes del pasado de su padre. Se encuentran con Northuldra y una tropa de soldados arendellianos que todavía están en conflicto entre sí. Aparece el espíritu del fuego; Elsa descubre que se trata de una salamandra mágica agitada y la calma. Elsa y Anna forman una tregua entre los soldados y Northuldra y van con ellos a su campamento. Más tarde, Elsa se entera de la existencia de un quinto espíritu que unirá a las personas y la magia de la naturaleza, y también descubrió que su madre era Northuldra.
Elsa continúa hacia el norte con Anna y Olaf. Encuentran el naufragio de sus padres y un mapa con una ruta a Ahtohallan, un río mítico que, según su madre, contiene todas las explicaciones del pasado. Horrorizada porque sus padres se perdieron en el mar en busca de respuestas a sus poderes mágicos, Elsa decide viajar sola y envía a Anna y Olaf a un lugar seguro, a pesar de que Anna le recuerda la canción de su madre "Ve demasiado lejos y te ahogarás". Elsa encuentra y domestica a Nokk, el espíritu del agua que guarda el mar hasta Ahtohallan. Al llegar a Ahtohallan, Elsa descubre que la voz era la llamada de Iduna, y que su poder era un regalo de la magia de la naturaleza debido al acto desinteresado de Iduna de salvar a Agnarr, convirtiéndola en el quinto espíritu que une las diferencias. Elsa también se entera de que la presa fue construida como una artimaña para reducir los recursos de Northuldra debido a la aversión de Runeard por la conexión de la tribu con la magia, y que Runeard fue quien inició el conflicto al matar al líder de Northuldra. Elsa le envía esta información a Anna antes de quedarse congelada, habiéndose aventurado en la parte más peligrosa de Ahtohallan, lo que a su vez hace que Olaf se desvanezca.
Anna recibe el mensaje de Elsa y concluye que la presa debe ser destruida para restablecer la paz, aunque eso destruiría Arendelle. Anna encuentra y despierta a los gigantescos espíritus de la tierra dormidos y los atrae hacia la presa, que es destruida por las rocas arrojadas por los gigantes. Elsa se descongela y regresa a Arendelle, deteniendo una ola de la presa destruida. Cuando el muro de niebla desaparece, Elsa se reúne con Anna y revive a Olaf. Kristoff le propone matrimonio a Anna, quien acepta. Elsa explica que ella y Anna ahora sirven como puente entre la gente y los espíritus mágicos, donde el puente tiene dos extremos: Anna del lado de la gente y Elsa del lado de los espíritus mágicos. Elsa abdica del trono de Arendelle a Anna y se convierte en la protectora del Bosque Encantado. Ella visita regularmente Arendelle mientras se restablece la paz en todas las tierras.

### En otros medios

#### Érase una vez
Una versión de la Reina Elsa aparece al final de la tercera temporada de la serie dramática de fantasía de ABC Érase una vez, liberada de una urna en la que había sido sellada. Ella entra en Storybrooke en busca de Anna. En la cuarta temporada, ella forja un muro de hielo que sella la ciudad y descubre que tiene una tía de la que nunca le hablaron, llamada Ingrid, que tiene los mismos poderes de hielo que ella. Ella es una defensora de la entonces incipiente relación de Emma Swan y Killian Jones. Ella es interpretada por Georgina Haig.

#### Ralph Breaks the Internet
Elsa aparece en la película Ralph Breaks the Internet junto a Anna y con las Princesas Disney. En una escena, Vanellope Von Schweetz irrumpe accidentalmente en la habitación de la Princesa, donde se reúnen Elsa y otras princesas. Después del pánico, rodean a Vanellope y le preguntan por qué está aquí. Después de enterarse de que Vanellope era una princesa, Elsa pregunta "¿(Tienes) manos mágicas?" mientras conjura hielo en sus manos frente a ella.En el clímax, Elsa y las princesas ven a Ralph a punto de caer en picado hacia su perdición desde el aire. Las princesas se unen para rescatar al malo, utilizando sus habilidades individuales para hacerlo. Moana convoca al océano, en la que Ariel se sumerge para nadar hacia arriba y crear una espiral. Jasmine y Elsa vuelan hacia la cima usando una alfombra, desde donde pueden unirse a Ariel. Luego, Elsa usa sus poderes para crear un tobogán de hielo para Ralph. Después de que él es salvado, las princesas se presentan como amigas de Vanellope, y Elsa agrega que cualquiera que sea amigo de Vanellope también es su amigo.

#### Otras apariciones en animación
- Elsa es una de los varios personajes de Walt Disney Animation Studios que aparecen en el cortometraje de 2023 Once Upon a Studio.[47]

- Elsa aparece en el cortometraje de Los Simpson de 2021 Plusaversary como una de los invitados en la fiesta en el bar de Moe.[48]

#### Videojuegos
- Elsa es un personaje jugable en el videojuego de 2013 Disney Infinity, a través del uso de la figurilla correspondiente del personaje.[49]

- Elsa es un personaje jugable en Disney Magic Kingdoms, siendo añadida en una actualización en diciembre de 2016, pudiendo ser desbloqueada por tiempo limitado.[50]

- Elsa aparece en el mundo de Arendelle en el videojuego de 2019 Kingdom Hearts III, cumpliendo el mismo papel que en Frozen.[51][52]

- Elsa es un personaje jugable en el juego para dispositivos móviles Disney Heroes: Battle Mode, siendo añadida en una actualización en diciembre de 2019.

- Una versión alternativa de Elsa aparece como personaje jugable en el videojuego de 2022 Disney Mirrorverse.[53]

- Elsa aparece en el videojuego de 2022 Disney Dreamlight Valley como una de los habitantes del valle titular.[54]